# Ralf Novak
Ralf Novak (* 12. September 1952 in Dresden) ist ein deutscher Schauspieler.

## Ausbildung und erste Engagements
Ralf Novak studierte von 1973 bis 1977 an der Theaterhochschule „Hans Otto“ Leipzig und war von 1975 bis 1977 Mitglied des Schauspielstudios am Staatsschauspiel Dresden. Nach seiner Ausbildung war Novak die nächsten Jahre am Meininger Theater und am Thalia Theater in Halle fest engagiert, ehe er von 1981 bis 1987 an das politische Kabarett Die Kiebitzensteiner in Halle an der Saale wechselte.

## Werdegang bis 2000
Im August 1987 siedelte Ralf Novak aus der DDR nach Budapest/Ungarn über. Schon im März 1988 setzte er sich in die Bundesrepublik Deutschland ab. Über die Aufnahmelager Gießen und Rastatt kam er nach Karlsruhe. Bereits zwei Monate später im Mai 1988 unterschrieb er seinen ersten Gastvertrag bei den Schlossfestspielen Ettlingen unter der Intendanz von Kurt Müller-Graf (Premiere: Mai 1988 des Musicals My Fair Lady, Regie: Benno Hoffmann). Im selben Jahr, im August 1988, wechselte er in das erste Festengagement an das Stadttheater Heilbronn unter der Intendanz von Klaus Wagner (Premiere: Oktober 1988 des Schauspiels Kastner, Regie: Ilan Ronen). Danach folgten ohne Unterbrechung weitere Festengagements an den verschiedensten deutschen Bühnen. Unter anderem von 1990 bis 1992 an das Stadttheater Ingolstadt unter der Intendanz von Ernst Seiltgen, von 1993 bis 1997 an das Pfalztheater in Kaiserslautern unter der Intendanz von Pavel Fieber, im Sommer 1995 und 1996 zu den Bad Hersfelder Festspielen unter der Intendanz von Volker Lechtenbrink und von 1997 bis 2000 wieder zu Intendant Pavel Fieber, diesmal an das Badische Staatstheater Karlsruhe.

## Werdegang ab 2000
Seit dem Jahr 2000 arbeitet Ralf Novak als freiberuflicher Schauspieler, u. a. bei der Münchner Tournee von Margit Bönisch, der Komödie im Bayerischen Hof in München, der a.gon Theaterproduktion München, der Komödie und dem Fritz Rémond Theater in Frankfurt, dem Ernst Deutsch Theater in Hamburg, dem Theater im Hafen Hamburg dem Operettenhaus in Hamburg und dem Theater am Potsdamer Platz in Berlin.
Ralf Novak spielte auf der Bühne in über einhundert Inszenierungen in den Sparten Schauspiel und Musiktheater. Bekannt wurde Novak durch diverse Inszenierungen: Als Dr. Kastner in der deutschsprachigen Erstaufführung von Dr. Kastner unter der Regie des israelischen Regisseurs Ilan Ronen am Stadttheater in Heilbronn, Premiere am 2. Oktober 1988; als Peter Stuyvesand in Kurt Weills Knickerbocker Holiday unter der Regie von Kay Metzger, am Stadttheater Ingolstadt, Premiere im Dezember 1990; als King Marchan in der deutschsprachigen Erstaufführung von Victor/Victoria unter der Regie von Pavel Fieber am Badischen Staatstheater Karlsruhe, Premiere im Januar 2000; als Scar in der Hamburger Stage-Entertainment-Inszenierung von Der König der Löwen in der Regie von Julie Taymor, Premiere im Februar 2005 im Theater im Hafen in Hamburg; als Stasi Krause in der Uraufführung des Udo-Lindenberg-Musicals Hinterm Horizont von Stage Entertainment im Theater am Potsdamer Platz unter der Regie von Ulrich Waller, Premiere im Januar 2011 im Theater am Potsdamer Platz in Berlin. Nach zwei Tourneen durch Deutschland, Österreich und die Schweiz als Monsieur Claude in der französischen Erfolgskomödie Monsieur Claude und seine Töchter im Jahr 2018, übernahm er die gleiche Rolle 2019 in der Komödie im Bayerischen Hof in München. Nach dieser Produktion zog sich Ralf Novak von der Theaterbühne zurück.

## Theaterrollen (Auswahl)
- 2019: Monsieur Claude und seine Töchter: „Monsieur Claude“, Regie: Stefan Zimmermann, Komödie im Bayerischen Hof München
- 2018: Monsieur Claude und seine Töchter: „Monsieur Claude“, Regie: Stefan Zimmermann, a.gon Theaterproduktion München
- 2016–17: Hinterm Horizont: „Stasi Krause“ (First Cast), Regie: Ulrich Waller, Operettenhaus Hamburg
- 2010–16: Hinterm Horizont: „Stasi Krause“ (First Cast), Regie: Ulrich Waller, Theater am Potsdamer Platz (Uraufführung), Stage Entertainment
- 2009: Mandela: „Willem de Klerk“, Regie: Stefan Zimmermann, a.gon Theaterproduktion München (Uraufführung)[11]
- 2008: Michael Kramer: „Baumeister Ziehn“, Regie: Wolf Dietrich Sprenger, Ernst Deutsch Theater Hamburg
- 2008: Die Dreigroschenoper: „Peachum“, Regie: Olaf Strieb, Gandersheimer Domfestspiele
- 2008: Jedermann: „Gott der Herr“, Regie: Johannes Klaus, Gandersheimer Domfestspiele
- 2007–08: My Fair Lady: „Alfred P. Doolittle“, Regie: Claus Helmer, Die Komödie Frankfurt
- 2007: Chess: „Alexander Molokov“, Regie: Udo Schürmer, Schlossfestspiele Ettlingen
- 2006: Komödie Im Dunkeln: „Colonel Melkett“, Regie: Foker Bohnet, Fritz Rémond Theater Frankfurt
- 2005–06: Der König der Löwen: „Scar“ (First Cast), Regie: Julie Taymor, Theater im Hafen Hamburg, Stage Entertainment

## Filmografie (Auswahl)
- 2019: Stralsund – Doppelkopf, Thomas Durchschlag, Network Movie Film und Fernsehproduktion GmbH / ZDF
- 2014: Sparkasse (Werbespot), Ivan Grbovic, Wanda/TV Kino
- 2014: Großstadtrevier – Der gute Bulle, Thorsten Wacker, Studio Hamburg / ARD
- 2010: Rote Rosen – Überzeugungsgeschick, Gerald Distl, Studio Hamburg-Lüneburg / ARD
- 2009: SOKO Wismar – Böses Erwachen, Sascha Thiel, CineCentrumBerlin / ZDF
- 2006: Der Fürst und das Mädchen – 4 Folgen, Axel de Roche, NDF / ZDF
- 2006: Die Rettungsflieger – Frauen und Mütter, Thomas Nikel, Studio Hamburg / ZDF
- 2006: 4 gegen Z – Der Fluch, Klaus Wirbitzky, Studio Hamburg / ARD
- 1995: Die Fallers – Die letzte Ölung, Uli König, SWR / SWR
- 1994: Die Gerichtsreporterin – Notwehr, Hartmut Griesmayr, Telefilm Saar / ZDF
- 1993: SOKO 5113 – Waldesruh, Thomas Nikel, Elan Film / ZDF[5]

## Hörspiel- und Synchronsprecher
- seit 2008: Synchronstudio Studio Hamburg
- 2014: Susanne Amatosero: ABCDE und ich – Regie: Susanne Amatosero (Hörspiel – NDR)